# Сутора далекосхідна
Суто́ра далекосхідна (Calamornis heudei) — вид горобцеподібних птахів родини суторових (Paradoxornithidae). Мешкає у Північно-Східній Азії. Це єдиний представник монотипового роду Далекосхідна сутора (Calamornis).

## Опис
Довжина птаха становить 15-20 см, враховуючи довгий, східчастий хвіст. Дзьоб міцний, жовтий. Виду не притаманний статевий диморфізм. Влітку далекосхідні сутори мають темно-сіре забарвлення верхньої частини тіла, нижня частина тіла у них в цей час має темно-каштанове забарвлення. Над і за очима у них темні "брови", щоки і шия білуваті, боки світло-каштанові. Взимку у далекосхідних сутор на голові є темно-сірі і кремово-білі смуги, на тімені коричнева пляма, поцяткована чорними смугами, скроні білуваті або кремово-білі.

## Підвиди
Виділяють два підвиди:
- C. h. polivanovi (Stepanyan, 1974) — східна Монголія, Манчжурія і Далекий Схід Росії (в районі озера Ханка);
- C. h. heudei (David, A, 1872) — Східний Китай (від південно-східного Шаньдуню до Цзянсу і північного Цзянсі).

## Поширення і екологія
Далекосхідні сутори мешкають в Китаї, Монголії і Росії. Вони живуть в очеретяних заростях на берегах річок і озер, ведуть осілий спосіб життя. Зустрічаються парами, в негніздовий період зграйками від 5 до 15 птахів, на висоті до 800 м над рівнем моря. Живляться личинками сидячечеревних комах. Сезон розмноження триває з травня по серпень. Гніздо чашоподібне, розміщується на висоті до 1,5 м над землею. В кладці від 2 до 6 яєць, інкубаційний період триває 12-13 днів, пташенята покидають гніздо через 10-12 днів після вилуплення.

## Збереження
МСОП класифікує стан збереження цього виду як близький до загрозливого. Далекосхідним суторам загрожує знищення природного середовища.